# Alexander Wilson
Pour les articles homonymes, voir Wilson et Alexander Wilson (homonymie).
Alexander Wilson, né le 6 juillet 1766 à Paisley et mort le 23 août 1813 à Philadelphie, est un ornithologue, dessinateur et écrivain américano-écossais.

## Biographie

### Enfance et jeunesse
Cinquième des six enfants d'un tisserand et distillateur écossais, Wilson nait à Seedhills, dans un quartier de Paisly, et reçoit le même nom que son père. Sa mère, Mary M'Nab, meurt de la tuberculose alors que le jeune Wilson n'a que dix ans.  Son père se remarie rapidement, et, à l'âge de douze ou treize ans, Alexander Wilson quitte l'école dans laquelle on l'avait envoyé suivre une formation de prêtre pour devenir berger puis, en 1779, apprendre le métier de tisserand auprès de son beau-frère William Duncan. Après son apprentissage de trois ans, il parcourt l'Écosse en tant que colporteur, travaillant aussi occasionnellement comme tisserand, parfois pour des membres de sa famille. Des lettres de l'époque prouvent que c'était à contrecœur que Wilson travaillait comme tisserand et colporteur, et que son travail au métier à tisser eut des effets néfastes sur sa santé. Dès sa jeunesse, Wilson montra son intérêt pour la nature.

### Le poète sociocritique
À cette époque, Wilson découvre le style de poètes écossais qui écrivent leurs œuvres dans leur dialecte. Parmi eux, Robert Burns lui fait une forte impression. Il se met à écrire des poèmes. Quelques-unes de ses premières œuvres sont publiées dans le Glasgow Adviser. Ces premières créations varient de la poésie naïve sur l'amour ou la nature à des poèmes sociocritiques et naturalistes. Ses dernières années en Écosse sont dominées par des œuvres plus critiques. Elles abordent les thèmes des familles morcelées, des conflits entre employeurs et employés, et d'une façon générale, la vie des pauvres dans l'Écosse de l'époque. Avant tout, ces œuvres possèdent un caractère descriptif et accusateur envers la classe supérieure ; elles ne mettent pas l'accent sur la nécessité d'une solution socio-politique de ces problèmes.
Plusieurs fois, Wilson essaya de trouver un éditeur pour publier ses œuvres, il n'y parvint qu'en 1789. Le recueil Poems, Humorous, Satirical and Serious paraît en 1790. Il regroupe 308 pages in-octavo publiées en deux éditions de 700 puis 500 exemplaires. Wilson les vendait lors de ses tournées de colporteur. Mais la demande est si faible qu'il essuie vraisemblablement des pertes financières avec son premier volume. C'est sûrement pour cette raison que Wilson quitta Paisley pour s'installer dans le Lochwinnoch tout proche. De là, il fit plusieurs virées à Édimbourg pour proposer ses œuvres poétiques au magazine Bee ainsi qu'à différentes sociétés littéraires. Sa ballade Watty and Meg or the Taming of a Shrew, parue en 1792, atteignit une diffusion assez importante en sept ou huit éditions. Elle est aujourd'hui encore considérée comme l'œuvre poétique de Wilson la plus réussie.
En 1793, Wilson rencontre des difficultés sociales et politiques de plus en plus importantes qui le poussent finalement à émigrer en Amérique. Ses descriptions de la misère des plus démunis étaient de plus en plus influencées par l'indépendance des États-Unis d'Amérique et la Révolution française et l'opposaient aux pouvoirs publics. On lui reprochait de semer le trouble parmi les tisserands d'Édimbourg. De plus, il avait rédigé des textes satiriques tournant en ridicule les propriétaires d'usine de la région. Ainsi, une de ses publications nommée The Shark, or Lang Mills detected lui valut plusieurs plaintes et procès, le fabricant William Sharp se sentant personnellement visé par les critiques de l'œuvre. Wilson dut brûler publiquement ses écrits sur une place de Paisley et, ne pouvant pas payer une amende pour diffamation, il fut condamné à une courte peine de prison.
Son départ pour l'Amérique peut également avoir été motivé par l'échec de sa relation avec Mathilda, à qui il dédia un de ses poèmes les plus populaires. De plus, sa situation financière était peu brillante, puisque l'écriture lui laissait peu de temps pour travailler comme tisserand ou colporteur. Les amendes contre ses critiques de la société ne firent qu'empirer la situation, et Wilson dut emprunter de l'argent à plusieurs reprises.

### L'Amérique: un nouveau départ
À Belfast, le poète embarque comme passager de troisième classe à bord du Swift avec son neveu William Duncan, 16 ans. Ils appareillent le 23 mai 1794 et accostent le 14 juillet aux États-Unis. Wilson remonte avec son neveu le fleuve Delaware en direction de Philadelphie et travaille comme journalier, colporteur, imprimeur ou tisserand. Au cours de ses voyages de colporteur, qui le mènent entre autres jusqu'au New Jersey, il dessine la nature environnante. En 1796, Wilson obtient un poste d'instituteur à Milestone, Pennsylvanie, à environ 30 km de Philadelphie. Il y reste jusqu'en 1801, devant quitter les lieux après une aventure avec une femme mariée à laquelle il dédiera certains de ses poèmes quelques années plus tard. Il trouve pour quelque temps un autre poste d'instituteur à Bloomfield, New Jersey, puis change pour un poste bien payé dans une école de Gray's Ferry (Pennsylvanie). Il se remet à composer des poèmes dont la qualité est hautement supérieure à celle de ses premières œuvres. Vers 1800, Wilson projeta quelque temps de s'installer comme fermier dans l'État de New York, un projet qu'il abandonna rapidement. La famille de son neveu William Duncan s'y installa, sans succès sur le plan économique.
Wilson s'installe près de Kingsessing. Il rencontre le fameux naturaliste William Bartram (1739-1823) qui lui fait découvrir l'ornithologie et lui permet d’utiliser sa bibliothèque. Il rencontre alors le graveur Alexander Lawson (1773-1846) qui lui apprend le dessin, la mise en couleur et le croquis.
En 1802, Wilson décide de faire paraître un livre illustré sur tous les oiseaux nord-américains. À partir de cette idée, il voyage beaucoup, observant et peignant les oiseaux et trouvant des souscripteurs pour l'édition de son livre. En octobre 1804, Wilson voyage jusqu’aux chutes du Niagara. En 1806, il écrit au président Thomas Jefferson (1743-1826) afin de pouvoir participer à l’expédition de Zebulon Pike (1779-1813) sans succès : cette lettre ayant été interceptée par les collaborateurs de Jefferson car cette mission n’était pas supposée être connue du public.
Wilson devient, en 1807, éditeur-assistant à la New Cyclopedia de Rhee. La même année, il commence à voyager à travers la Pennsylvanie pour récolter des informations sur les oiseaux. Il publie en 1808 le premier volume de son American Ornithology. En 1808-1809, il voyage dans le sud pour la réalisation du second volume et recherche des souscripteurs. John James Audubon (1785-1851) refuse de devenir associé dans cette entreprise. Le troisième et le quatrième volumes paraissent en 1811, le cinquième et le sixième en 1812. Le dernier voyage entraîne Wilson au nord du Maine. Il meurt d’une attaque de dysenterie aggravée par les privations. Son livre est complété et édité par son ami George Ord (1781-1866) qui publie les septième et huitième volumes en 1814. Ord écrit la biographie de Wilson et l’insère dans ce dernier volume. Wilson décrit 268 espèces d'oiseaux, 48 ne l'ayant jamais été.
Wilson est aujourd'hui regardé comme l'un des plus grands ornithologues américains après Mark Catesby (1683-1749) et avant John James Audubon (1785-1851). C'est d'ailleurs à la suite de la rencontre de Wilson, à Louisville dans le Kentucky en 1810, qu'Audubon se décide à se lancer dans la réalisation d'un livre illustré sur les oiseaux.
Plusieurs espèces lui ont été dédiées : l'Océanite de Wilson (Oceanites oceanicus) et le Phalarope de Wilson (Steganopus tricolor). Un genre de Parulines a été nommé Wilsonia en son honneur par Charles-Lucien Bonaparte (1803-1857).

### Orientation bibliographique
- Laura Rigal (1996). Empire of Birds: Alexander Wilson's American Ornithology, Huntington Library Quarterly (The), 59 (2/3) : 232-268.  (ISSN 0018-7895)

- Notices d'autorité :   - VIAF
  - ISNI
  - BnF (données)
  - IdRef
  - LCCN
  - GND
  - Italie
  - CiNii
  - Espagne
  - Belgique
  - Pays-Bas
  - Pologne
  - Israël
  - Suède
  - Vatican
  - WorldCat
- Ressources relatives aux beaux-arts :   - Bénézit
  - Grove Art Online
  - National Gallery of Art
  - RKDartists
  - Smithsonian American Art Museum
  - Union List of Artist Names